# Klaverbladgalmug
De klaverbladgalmug (Dasineura trifolii) is een muggensoort uit de familie van de galmuggen (Cecidomyiidae). De wetenschappelijke naam van de soort is voor het eerst geldig gepubliceerd in 1874 door Löw.